# Casalgrande
Casalgrande ist eine norditalienische Gemeinde (comune) mit 18.973 Einwohnern (Stand 31. Dezember 2023) in der Provinz Reggio Emilia in der Emilia-Romagna. Die Gemeinde grenzt an die Provinz Modena.

## Geschichte
Nahe dem Ort liegt eine keltische Nekropole. Im Mittelalter gehörte der Ort teilweise als Lehen Kirchenfürsten in Parma bzw. Nonantola. Ab dem 12. Jahrhundert herrschten lokale Familien über den Ort. Schließlich gelang es Niccolò III. d’Este, die Gewalt über den Ort 1409 zu erringen.

## Ortsteile
Die Gemeinde besteht aus
- Casalgrande (Sitz der Gemeinde)
- Casalgrande Alto
- Dinazzano
- Sant’Antonino
- Salvaterra
- Veggia
- Villalunga
- S. Donnino di Liguria

## Wirtschaft und Infrastruktur
Casalgrande ist bekannt durch seine keramische Industrie.
Durch den Ort führt die frühere Strada Statale 467 (Strada Bassa). Casalgrande hat mehrere Bahnhöfe an der nicht elektrifizierten Bahnstrecke Sassuolo–Reggio Emilia.

## Städtepartnerschaften
- Dunakeszi, Ungarn

## Sport
Casalgrande war u. a. 2004 Etappenort des Giro d’Italia.